# Szatkownica

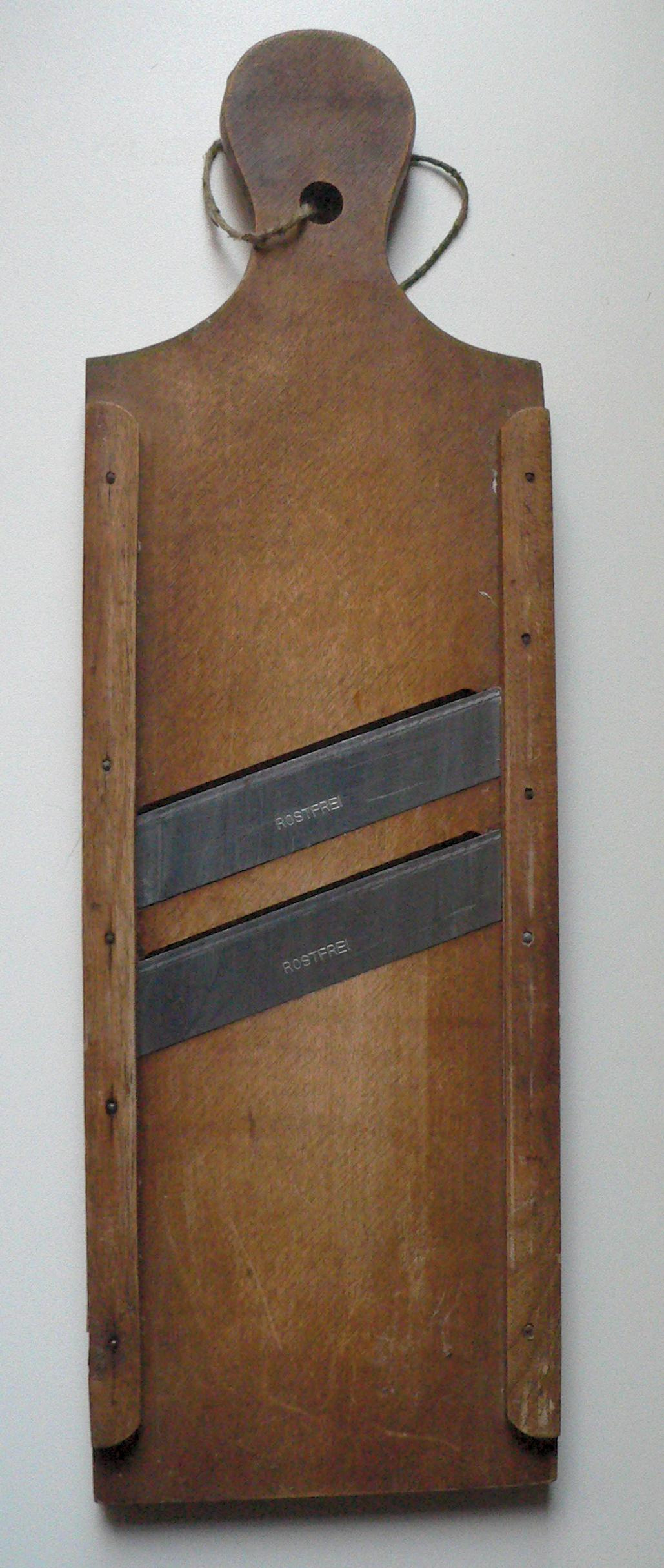
Drewniana szatkownica z 1920 roku

Szatkownica albo krajalnica do warzyw – narzędzie kuchenne służące do rozdrabniania (szatkowania) owoców i warzyw na plastry.

## Opis
Ręczna szatkownica zwykle składa się z prostokątnej drewnianej deski lub plastikowej płyty z uchwytem i prowadnicą po lewej i prawej stronie, z jednym lub dwoma lekko stopniowanymi ostrzami przymocowanymi do szczeliny. Służy do rozdrabiania produktów spożywczych (owoców i warzyw) na plastry. Pod względem sposobu działania przypomina nieco tarkę. Pokarm dociska się do ostrza szatkownicy i przesuwa w górę oraz w dół.
Urządzenia te mogą różnić się wyglądem lub wielkością. Na małej szatkownicy można krajać np. ogórki na mizerię, na większej szatkować np. kapustę. Współcześnie dostępne są szatkownice (mandoliny) z wymiennymi ostrzami, w tym takimi, które umożliwiają krojenie julienne.
Produkowane są też szatkownice elektryczne z wymiennymi tarczami.

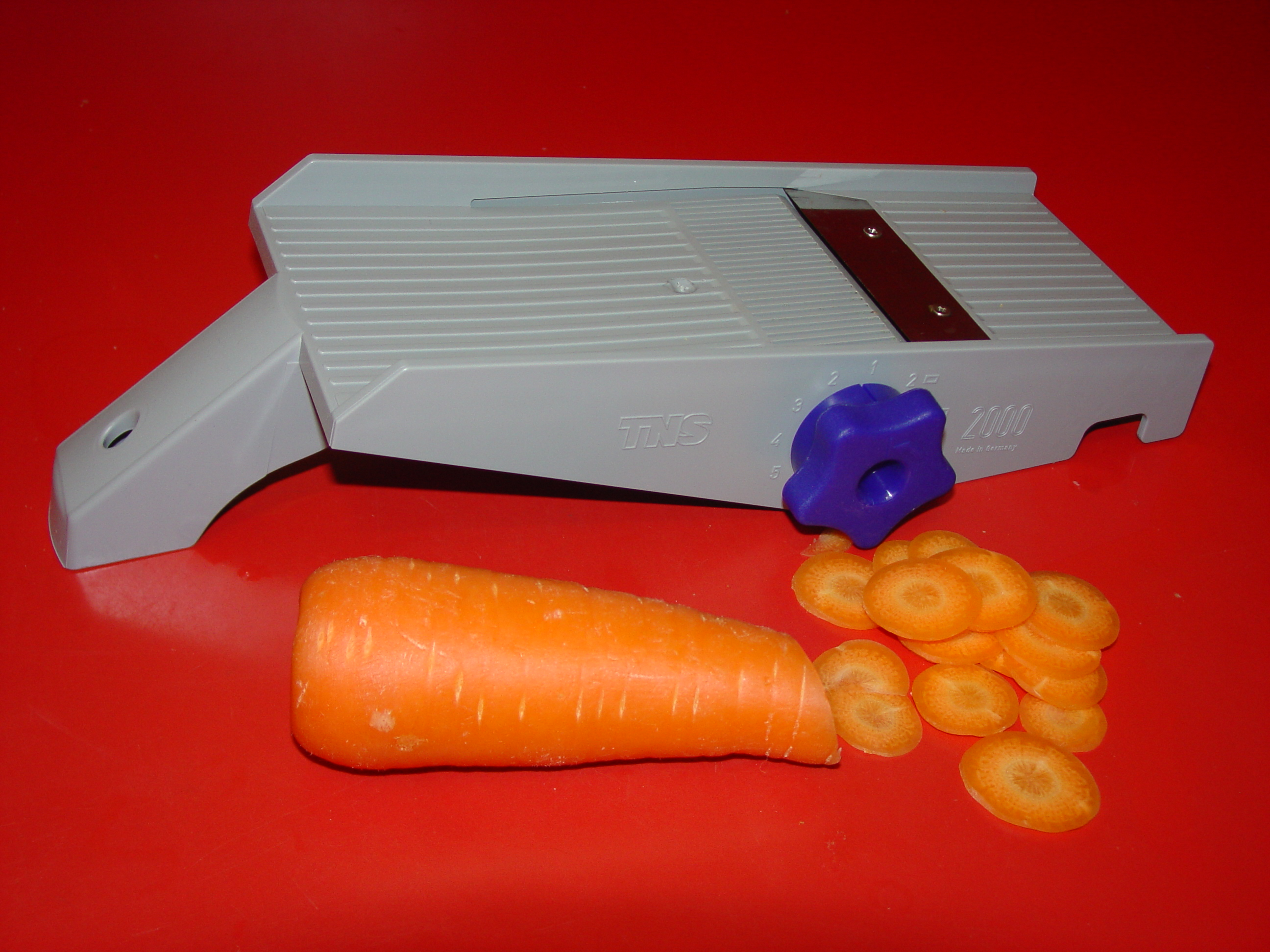
Współczesna szatkownica z tworzywa sztucznego
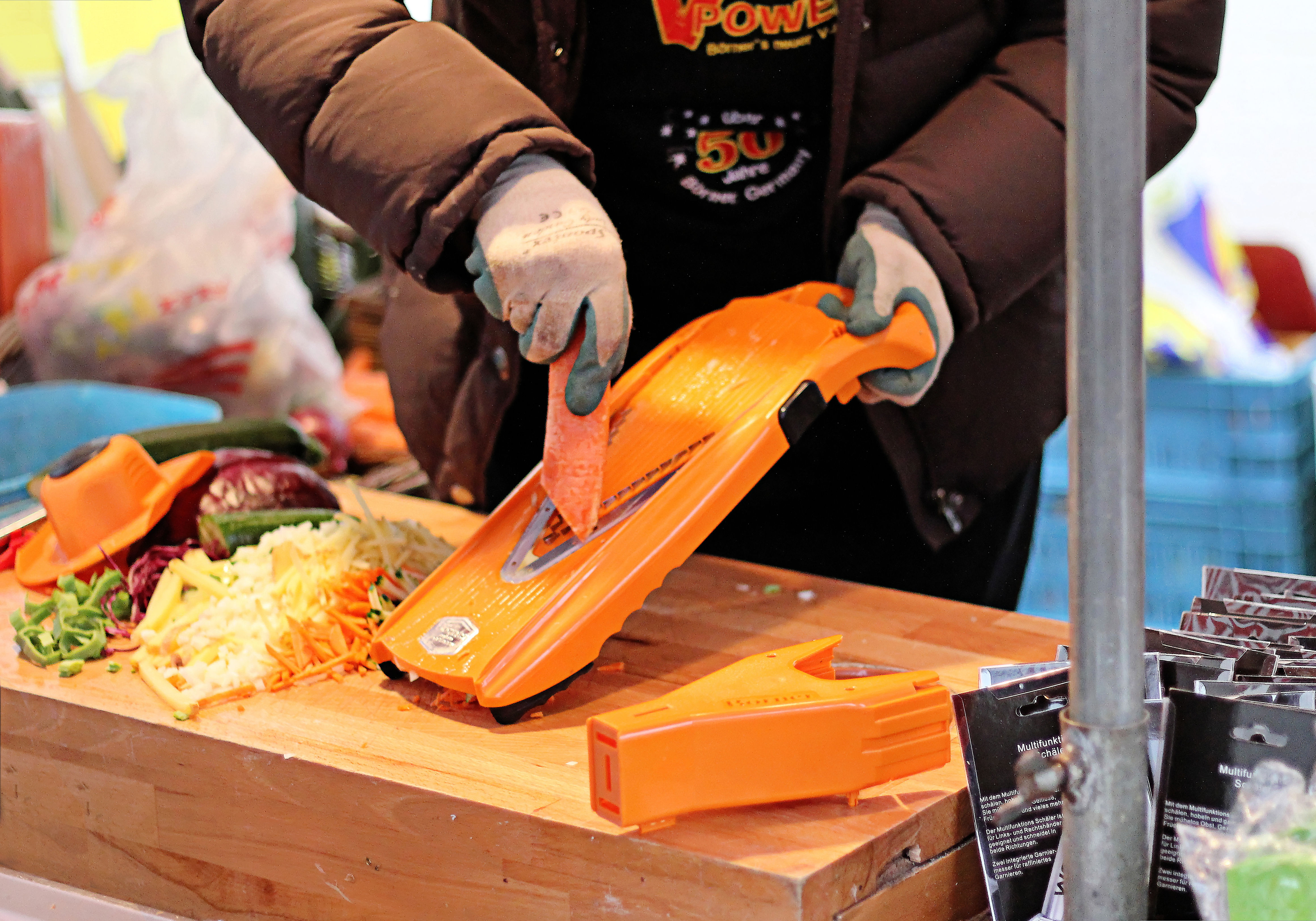
Szatkowanie